# قوة التسارع

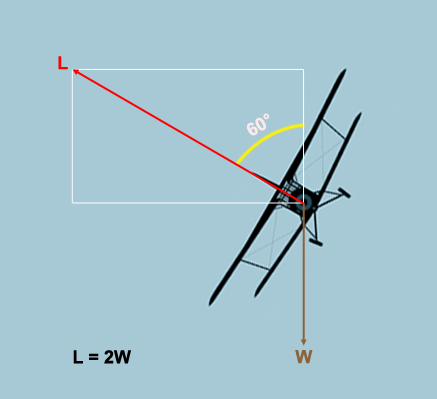
عند الطيران في خط مستقيم في اتجاه افقي يكون الوزن W مساويا للرفع L. أما عند الانحراف المائل للطائرة بزاوية 60°, يزداد الرفع تحت تأثير القوة جي ليصبح مساويا لضعف الوزن L=2W. يعاني راكب الطائرة قوة مقدارها 2g ويصبح وزنه الضعف 2W. وكلما زاد الانحراف تزيد القوة g المؤثرة على الراكب أو مكونات الطائرة.

القوة جي أو القوة g وأحيانا «قوة التسارع» (بالإنجليزية: g-force)‏ هو تأثر جسم من التسارع. وهو معاناة رائد الفضاء مثلا أثناء تسريع انطلاق الصاروخ أو معاناة الطيار عندما تنحرف به الطائرة بشدة عن الاتجاه المستقيم . كذلك خلال عملية كبح السيارة تجعلنا تحت تأثير القوة جي لفترة وجيزة حتى تتوقف السيارة . قد يكون مقدار تلك القوة كبيرا أو صغيرا ونعطيها في حالة الكبح إشارة سالبة (-g) ، حيث أن الكبح هو عملية تسريع عكسي، بمعنى أن السرعة لا تزداد خلاله مع الزمن وإنما تنخفض السرعة مع الزمن ).
نشعر بتلك القوة عندما نكون في حافلة تسير بسرعة وتنحرف فجأة إلى اليمين أو اليسار، إذا لم نتمكن من ضبط أنفسنا وقعنا على أرضية الحافلة .

القوة في طائرة : (a) أثناء الطيران المستقيم, (b) الطيران المنحني إلى أسفل ثم إلى أعلى.

تعطي القوة جي مقدار معاناة راكب الصاروخ أو الطائرة المقاتلة عند انحرافها السريع عن المسار المستقيم . ويعادل 1g التسارع تحت تأثير جاذبية الأرض ، حيث :
{\displaystyle 1g\approx \mathrm {9{,}81{\frac {m}{s^{2}}}} }
في حياتنا العملية نقسم التسارع الحادث، نقسمه على تسارع الثقالة (عجلة الجاذبية الأرضية) ، فنحصل على التسارع بالنسبة إلى تسارع الثقالة :
{\displaystyle g{\text{-Factor}}={\frac {\text{acceleration}}{\text{gravitational acceleration}}}={\frac {a}{g}}}
لا يصح أن يتزايد التسارع عن 6g حيث يمكن أن يحدث نزيف الأنف عند هذا التسارع إذا استمر طويلا.

## تأثير التسارع على الإنسان
" إلى 15 جي
لمدة 0.6 ثانية، كما اختبر تحت تأثير 22 جي بملابس خصوصية في عام 1954 تحضيرا للطيران إلى الفضاء.]]
- عندما يتعرض شخص لتسارع 2g يزداد وزنه إلى ضعف وزنه العادي، (يعادل تسارع بمعدل 19.6 متر لكل ثانية تربيع)،
- عندما يتعرض شخص لتسارع 3 g يقل سريان الدم في الدماغ، ويؤدي إلى اختلال النظر،
- عندما يقع شخص تحت تأثير تسارع مقداره 6 g يصبح وزنه نحو نصف طن ، وهذا ما يعانيه رائد الفضاء أثناء عودته عند انكباح كبسولة الفضاء في جو الأرض .
- عندما يتعرض شخص عادي لتسارع بين 5 - 6 g يفقد وعيه خلال 15 ثانية .
- لهذا يلبس الطيارون المقاتلون ملابسا خاصة بها وسائد تنتفخ بالهواء فتمنع تسرب الدم من الدماغ إلى الأطراف، فلا يفقد الواحد منهم وعيه أثناء المناورات القتالية .
- عند g 8 يحدث فقدان الوعي وقد يقترن ذلك بكسور في العظام .
- عند 10 g يحدث الإغماء لحظيا (في أقل من ثانية واحدة) ،
- عند 14 g تحدث إصابات بالغة الخطورة قد تؤدي إلى الموت .

## السفر إلى النجوم
يتضح من ذلك أنه إذا عزم الإنسان على السفر بين النجوم فإنه يكون محكوما بمعدل للتسارع ربما لا يتعدى 6 g . وبناء على ذلك فإنه يحتاج لأزمنة طويلة جدا حتى الوصول إلى أقرب النجوم (أقرب نجم إلى الأرض يقع على بعد نحو 2و4 سنة ضوئية، وهو النجم قنطور الأقرب ) . أي لو وصلت سرعة الرائد إلى 1/10 سرعة الضوء لاحتاج وقتا قدره 42 سنة للوصول إلى القنطور الأقرب . ومما يجعل تلك الرحلات من المستحيلات أن رائد الفضاء يتعرض خلال تلك الرحلة الطويلة إلى الأشعة الكونية التي تـُلحق بصحته أضرارا وخيمة قد تؤدي إلى الموت، إذ أنه غادر جو الأرض الذي يحميه من الأشعة الضارة، ناهيك عن رحلة العودة خلال 42 سنة أخرى. مع العلم بأن سرعة 1/10 من سرعة الضوء هي سرعة تكاد تكون خيالية فهي تعادل نحو 30.000 كيلومتر في الثانية (تبلغ سرعة الصواريخ الحالية نحو 25.000 كيلومتر في الساعة فقط).

## حسابات عملية
تتحكم السرعة v

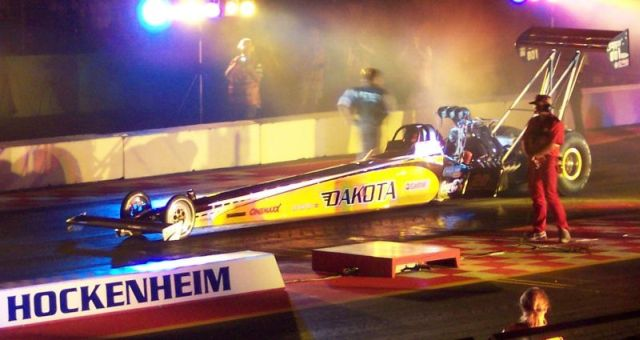
سيارة "دراجستر" القياسية ، تسرع إلى 160 كيلومتر في الساعة خلال 0.86 ثانية. هذا يعادل تسارع أفقي مقداره 5.3 g.

ومسافة الكبح s في مقدار القوة جي، وتربطهم العلاقة التالية:
{\displaystyle a={\frac {v^{2}}{2s}}}
(نحصل على تلك المعادلة من معادلتي الحركة v = a.t ....و s = a/2 t²)
أمثــــــلة
1) سيارة تسير بسرعة 50 كيلومتر في الساعة وانكبحت وتوقفت خلال مسافة كبح مقدارها 14 متر، نريد حساب تسارع الكبح ومقدار القوة «جي» .
نحول السرعة إلى المتر / الثانية :
50.000 متر في الساعة / (60 × 60 ) = 14 متر/ثانية
التسارع = - 14 × 14 / ( 2 × 14 )
التسارع = -7 متر/ثانية2
(نظرا لأنها عملية كبح نعطيها الإشارة سالبة فيكون التسارع = -7 متر / ثانية2).
ونحسب القوة g :
- 7 [متر/ثانية/ثانية]/ 8و9 [متر/ثانية/ثانية]
= - 0,7 g
(2) سيارة تسير بسرعة 30 كيلومتر في الساعة واصطدمت بحائط صلب، وتهشمت مقدمة السيارة مسافة 50 سنتيمتر . القوة جي تعادل هنا 7 g.
(3) سيارة تسير بسرعة 50 كيلومتر/الساعة واصطدمت بحائط صلب، فقد تصل القوة جي إلى نحو 20 g ، وهي تؤدي إلى الموت غالبا .
(4) سقط جسم من ارتفاع 1 متر على أرض صلبة، فإذا لم تتأثر الأرض من جراء الاصطدام وتهشم الجسم بمقدار 1 مليمتر تعرض الجسم لقوة جي تعادل 1.000 g .

## القوةgفي بعض الحالات
يجب مراعاة اتجاه التسارع لإشارة المعامل g.

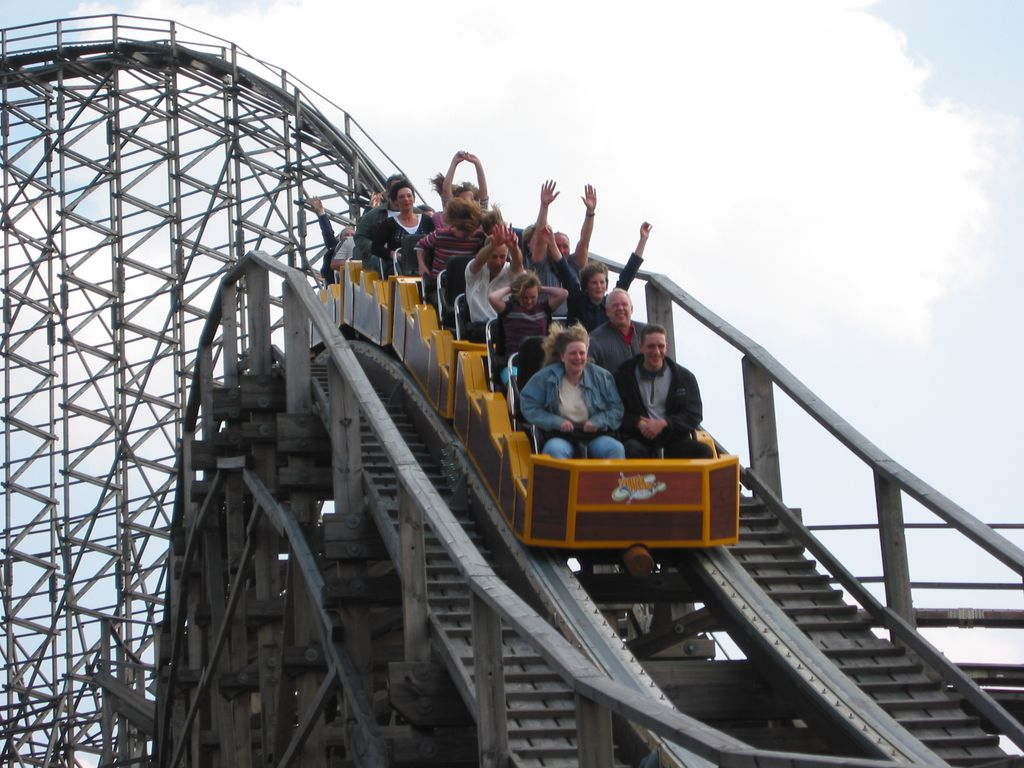
الأفعوانية الخشبية [Colossos] الموجودة في هيدي بارك في شمال ألمانيا.

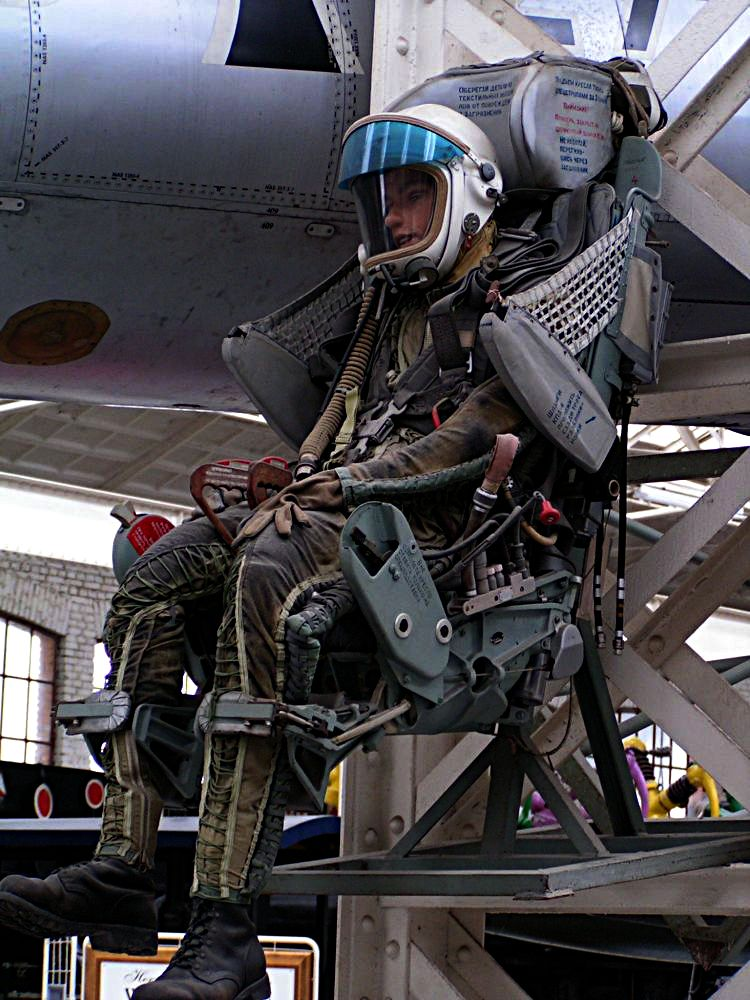
مقعد قذفي روسي "KM-1".

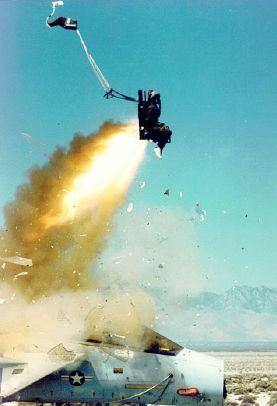
اختبار مقعد قذفي لطائرة إف - 15 إيغل تابعة

| الآلة أو الحدث                                             | المعامل g   |
| ---------------------------------------------------------- | ----------- |
| طائرة (إقلاع)                                              | ≈ 0,5       |
| فورمولا 1- (بدء السباق)                                    | ≈ 1 – 1,5   |
| أرجوحة أطفال (على الأكثر)                                  | ≈ 2,5       |
| طائرة ركاب (طيران منحني [على الأكثر])                      | ≈ 2         |
| مكوك الفضاء في مدار حول الأرض                              | max. 3      |
| مكوك الفضاء عند العودة والانكباح في جو الارض               | max. 1,6    |
| صاروخ أطلس 5 إنطلاق المرحلة الأولى                         | max. 4      |
| صاروخ أطلس 5 عند إنطلاق المرحلة الثانية                    | max. 2      |
| صاروخ أطلس 5 (عند انطلاق المرحلة الثالثة وبدء رحلة القمر ) | max. 1,6    |
| مقصورة أبولو عند العودة من القمر والكبح في جو الأرض        | max. 6,4    |
| أرجوحة الكبار (على الأكثر)                                 | 4 (6)       |
| فورمول 1 ( في المنحنيات )                                  | ≈ 4 – 5     |
| أفعوانية (في الأسفل عند أداء دورة كاملة Looping)           | ≥ 6         |
| طائرة مقاتلة/طيران استعراضي (على الأكثر)                   | ≈ 10 (13,8) |
| كرسي نجاة الطيار                                           | 15 – 20     |
| ينكسر مقعد السيارة عند                                     | ≈ 20        |
| إصطدام رأسي للسيارة                                        | bis ≈ 50    |
| أقصى ما عاشه إنسان                                         | ≈ 180       |
| لكمة قوية                                                  | bis ≈ 100   |
| سقوط قلم حبر على أرضية صلبة                                | 1000        |
| جهاز طرد مركزي معملي صغير                                  | ≈ 10.000    |
| جهاز طرد مركزي فائق السرعة                                 | ≈ 100.000   |
| إنطلاق رصاصة البندقية                                      | ≈ 100.000   |
| انفجار نووي (تطاير الغلاف الفولاذي)                        | bis ≈ 1011  |

## اقرأ أيضا
- رداء g
- تسارع
- أرجوحة
- أفعوانية
- رقاص
- حركة توافقية بسيطة
- متجهة
- دلتا v